# Zoológico de Paya Leslie Pantin
El Zoológico Leslie Pantin (también conocido como Zoológico de Paya o Zoológico de la Familia Pantin) es un jardín zoológico de propiedad privada sin fines de lucro, localizado en la vía hacia Rosario de Paya, en la Parroquia Arévalo Aponte del Municipio Santiago Mariño, cercano a a la ciudad de Turmero, al norte del Estado Aragua en la región centro norte de Venezuela. Fue establecido en el año 1963 y cuenta con especies de la fauna silvestre venezolana y especies botánicas autóctonas y foráneas. Debe su nombre a su fundador el Dr. Leslie Pantin. El espacio cuenta con la supervisión de la Fundación Nacional de Parques, Zoológicos y Acuarios (Funpza).